# Gazalina transversa
Gazalina transversa är en fjärilsart som beskrevs av Moore 1879. Gazalina transversa ingår i släktet Gazalina och familjen tandspinnare. Inga underarter finns listade i Catalogue of Life.